# Martin Majoor
 (décembre 2024).
Si vous disposez d'ouvrages ou d'articles de référence ou si vous connaissez des sites web de qualité traitant du thème abordé ici, merci de compléter l'article en donnant les références utiles à sa vérifiabilité et en les liant à la section « Notes et références ».
Martin Majoor (né à Baarn, le 14 octobre 1960) est un créateur de caractères et un graphiste néerlandais.

## Biographie
Martin Majoor est créateur de caractères depuis le milieu des années 1980. Il a étudié à l'école des beaux-arts d'Arnhem de 1980 à 1986 et commencé sa carrière au département Recherche et Développement de Océ, avant de travailler en indépendant comme créateur de caractères et graphiste pour l'édition, tant aux Pays-Bas qu'en Pologne. De 1990 à 1995, il a enseigné dans les écoles d'Arnhem et de Breda. Il a donné de nombreuses conférences dans le monde entier.

## Création de caractères
Il a notamment créé le Scala et le Scala Sans, le Telefont, le Seria, et la famille Nexus.

## Graphisme pour l'édition
Il a travaillé pour des éditeurs hollandais comme Bunge, Nijgh & Van Ditmar, L.J. Veen, Vrij Geestesleven et Elsevier. Depuis 1999, il est le graphiste du festival d'Automne de Varsovie.
En 2010, avec Sébastien Morlighem, il a écrit un livre sur le créateur de caractères français José Mendoza y Almeida.

## Récompenses
- 1993 - Prix d'encouragement Graphic Design 1994. Amsterdam Arts Foundation, pour la famille de caractères Scala.
- 1995 - Best Dutch Book Designs 1995 pour Adieu Æsthetica & Mooie Pagina’s! consacré à Jan van Krimpen.
- 2001 - International Typographic Awards à Londres pour la famille Seria.
- 2001 - ATypI Type Design Competition Bukva:raz! à Moscou  pour la famille Seria.
- 2006 - Creative Review Type Design Award  pour la famille Nexus dans la catégorie familles pour le texte.